# Tour W
Tour W (zuvor Tour Winterthur) ist der Name eines Hochhauses im Pariser Vorort Puteaux in der Bürostadt La Défense. Bei seiner Fertigstellung 1973 war der 119 Meter hohe Büroturm der Fünfthöchste im Geschäftsviertel La Défense. Das Gebäude verfügt über 31 oberirdische und 9 unterirdische Etagen und über eine Fläche von etwa 34.500 Quadratmetern. Entworfen wurde das Gebäude von den Architekten Delb, Chesnau, Verola und Lalande. 2000 wurde der Büroturm komplett renoviert. Der ursprüngliche Name Tour Winterthur geht auf seinen Erbauer, den Versicherungskonzern Winterthur zurück, welcher bis Ende der 1990er Jahre Eigentümer des Turmes war.
Der Büroturm ist mit der Métrostation La Défense und dem Bahnhof La Défense an den öffentlichen Nahverkehr im Großraum Paris angebunden.